# Cándido Candi
Cándido Candi ou Cándido Candi Casanovas (ou Càndid Candi i Casanovas, en catalan) (né à Castelló d'Empúries, le 4 février 1844 et décédé à Barcelone, le 15 août 1911) est un compositeur de musique religieuse et organiste espagnol.